# A három Róza
A három Róza Kertész Erzsébet ifjúsági regénye. A mű nagyrészt ismeretlen életrajzi adatokat tár fel Laborfalvi Róza, lánya (Kisróza) és Jókai Róza életéből. A történet romantikus elemekben bővelkedik.

## Történet
|  | Alább a cselekmény részletei következnek! |

- I.

Benke Juditot (aki felnőttként a Laborfalvi Róza nevet használta) már az édesapja is színésznőnek szánta. Ezért költöztek 1834-ben Pestre Miskolcról. A lány 16 évesen kis szerepekkel kezdte, de hamar felfigyeltek sudár termetére, dallamos, mély hangjára. A Várszínházban egyre több szerephez jutott, ám hamarosan egyedül maradt, mert meghalt az édesanyja, az apja meg visszautazott Miskolcra. Róza beleszeretett a nős Lendvay Mártonba, akitől hamarosan gyermeket várt. Szigligeti Ede barátként segített a bajba jutott nőn. A színésznő gyermeke a Róza nevet kapta.
1837. augusztus 22-én megnyílt a Pesti Magyar Színház, első előadásán Laborfalvi Róza Eduard von Schenk: Belizár című darabjában a hadvezér hitvesét, Antoninát alakította. A szerepet három nap alatt tanulta meg, kitűnő emlékezőtehetséggel rendelkezett. Az előadás pompásan sikerült, bár Róza mellett mindenki eltörpült. A színházból este Déryné (a múlt) és Laborfalvi (a jövő) kart karba öltve indultak a szállásukra.
- II.

Róza a sikerei ellenére anyagi gondokkal küzdött, ezért nem mondott nemet az arisztokrata udvarlóknak. A színházban Déryné egyre jobban háttérbe szorult, Kántorné szerződést sem kapott. Laborfalvi csillaga azonban egyre csak emelkedett, a nézők az ő kedvéért jártak a színházba. Egressy Gábor is háttérbe szorította a pocakosodó, fakuló hangú Lendvayt. Benke József felgyalogolt Pestre, hogy a lányát láthassa. A játékával elégedett volt, de kritizálta az életmódját (egy kocsmában cédának nevezte „Juditot”). Róza támogatta az apját, aki újra nősült: egy fiatal nőt vett el feleségül (Maron Marie-t), s már gyermekük is született, Josepha majdnem egyidős volt Kisrózával.
Az 1838-as pesti árvíz idején Wesselényi báró mentette meg a színésznő és Kisróza életét, majd Ráday grófék kastélyában vészelték át a nehéz időszakot.
- III.

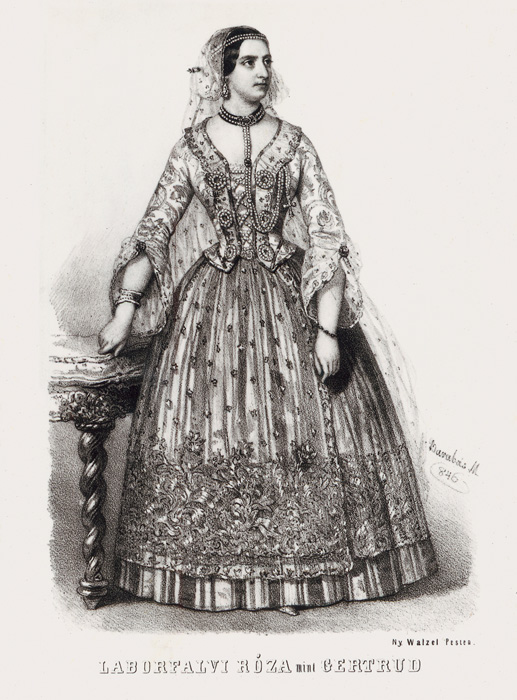
Laborfalvi Róza Gertrúd szerepében. Barabás Miklós litográfiája (1846)

1840-ben Róza pályája felfelé ívelt, Kisróza iskolába került. Lendvay felesége, Anikó is kedves volt a gyermekhez. A Bánk bánban Laborfalvi játszotta Gertrudist, Anikó Melindát, Lendvay Márton pedig Bánkot. Szigligeti felesége, Sperling Franciska is jóban volt Rózáékkal, a színésznő is gyakran járt át hozzájuk. 1847 táján Laborfalvi Róza meglátogatta íróbarátját, aki – mivel közben sok gyermeke született – bérlőt is befogadott a házába. Az albérlő Jókai Mór volt, aki betegen feküdt a szobájában. A színésznőt Kisróza sorsa aggasztotta: intézetbe akarta adni, hogy a gyermeket fegyelemre, rendre szoktassák.
- IV.

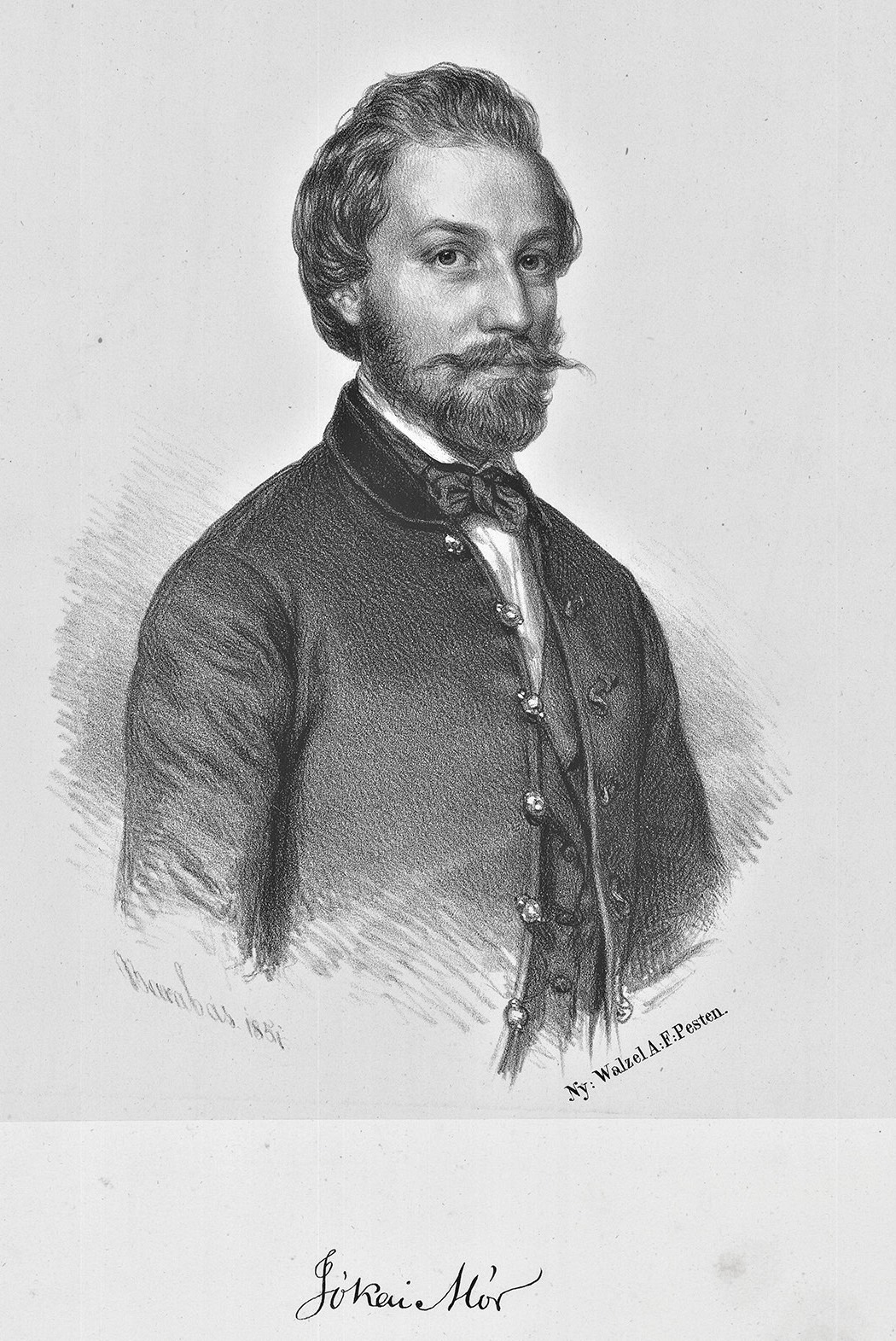
A fiatal Jókai Mór

Jókai és Laborfalvi egyre többet találkoztak Szigligetiéknél. A fiatal, szőke, jóképű fiú beleszeretett az ünnepelt, de nála nyolc évvel idősebb színésznőbe. Miután Petőfi Sándor megnősült, és Pesten bérelt lakást, Jókai a barátjához költözött, de Laborfalvi előadásain mindig ott ült a színházban. 1848. március 15-én a Bánk bánt játszották, de a II. felvonás alatt tüntetők nyomultak be a színházba, és az előadás félbeszakadt. Felcsendült a Rákóczi-induló, a Marseillaise, részletek hangoztak el a Hunyadi László operából. Egressy Gábor elszavalta a Nemzeti dalt, elénekelték a Himnuszt. Jókai Mór mellére Laborfalvi Róza tűzte fel a piros-fehér-zöld kokárdát, amit a férfi – későbbi írásaiban – „jegygyűrű”nek nevezett.
Az események ezután gyorsan peregtek: forradalmi időket éltek. Jókai és Laborfalvi eljegyzési ebédet tartottak a Svábhegyen, ahonnan Petőfi haragosan elrohant. Többen is igyekeztek megakadályozni a két szerelmes házasságát, de kevés sikerrel. Jókai édesanyja annyira megharagudott a fiára, hogy megátkozta és kitagadta. Petőfi Laborfalvi Móricnak csúfolta levelében egykori barátját, és gyenge embernek nevezte.
A pár mindezek ellenére összeházasodott, és a szabadságharc zűrzavarában is kitartottak egymás mellett. Jókai Kossuthot támogatta, 1849 januárjában a kormányt követve hármasban (Móric, Róza és Kisróza) Debrecenbe utaztak. Jókai megbízást kapott az Esti Lapok szerkesztésére, de így is szűkös körülmények közepette éltek. A vég közeledtekor Szegedre, Gyulára majd Aradra utazott Jókai. Már az öngyilkosság gondolata is felmerült benne, amikor Róza rátalált, és Rákóczy János – Kossuth titkára – segítségével Tardonára menekítette. Itt négy hónapig bujdosott halálfélelmek közepette, mert hallott a közben történtekről, meg arról is tudott, hogy életre-halálra keresik őt. Róza közben Pesten játszott a színházban, de a férje megmentésére is maradt energiája. Komáromi menlevelet szerzett Jókainak, aki Kovács János néven felkerült a várvédők listájára, és 1849 karácsonyán megkapta szeretett asszonyától az újrakezdés lehetőségét. Róza nemcsak a menlevelet vitte Miskolcról szánkóval Tardonára, hanem egy zacskó aranydukátot is, amit Jókai édesanyja küldött tékozló fiának megbocsátásképpen.
- V.

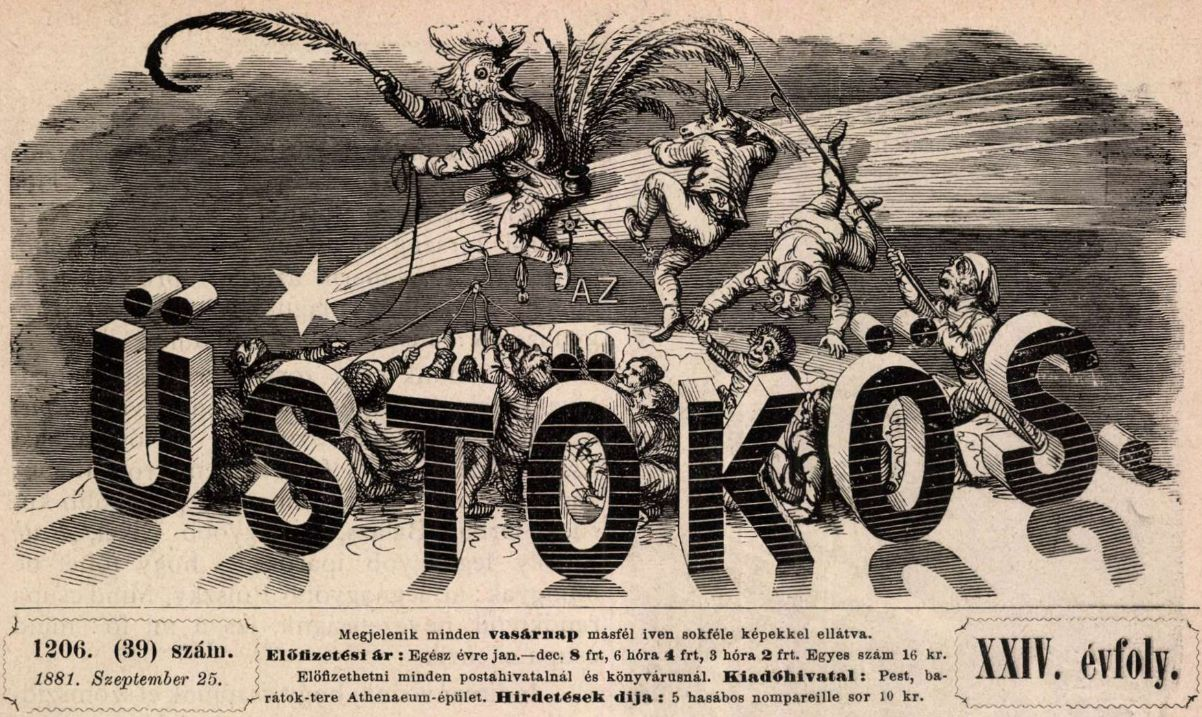
Az Üstökös élclap fejléce 1881-ből

Pesten egyelőre Laborfalvi keresetéből éltek. Kisróza, aki színész szeretett volna lenni, de tehetségtelen volt, bántóan viselkedett Jókaival szemben. Móric ekkoriban Sajó álnéven írt újságcikkeket. Jókaiék Komáromba látogattak, és megtörtént az igazi kibékülés anya és fia között. Móric tehetsége és szorgalma révén korszakalkotó művek születtek: Erdély aranykora, Egy magyar nábob, Kárpáthy Zoltán. Jobban ment a soruk, sőt a Svábhegyen telket vettek, majd villát építtettek. Jókai munkabírása hihetetlen volt, ennél csak jószívűsége és naivsága (váltók aláírás „barátoknak”) volt hatalmasabb. 1856-ban Jókai édesanyja váratlanul meghalt, nem sokkal korábban Róza édesapja hunyt el. Jókai Jolán (Jókai Károly lánya) Móricékhoz költözött. Teljesült az a vágyuk is, hogy saját tulajdonú lakásba költözzenek, a Magyar utcában vásároltak házat. 1858 augusztusában Jókai vicclapot indított, Az Üstökös azonnal népszerű lett. Jókai Mór továbbra is rengeteget dolgozott, ez aláásta az egészségét, s már a halálhírét keltették, de egy erdélyi út gyógyulást, élményeket és ihletet hozott a számára. Kisróza hosszabb időre elutazott, Jókain kívül szinte mindenki tudta, hogy gyermeket várt Andrássy Gyula gróftól, ezért távozott vidékre, ahol megszülte 3. Benke Rózát.
- VI.

Kisróza gyermeke mellé dajkát fogadtak, a lányanya gyakran betegeskedett, sokat utazott távoli vidékekre. 1860-ban eladták a Magyar utcai házat, mert a kunyerálók által kicsikart váltók összege az egekre rúgott. Jókait a politika és az írás érdekelte, nem is tudott Rózácska létezéséről. Egy alkalommal azonban találkozott az éppen toporzékoló kislánnyal, de békés természetéből következően hamar elfogadta, megszerette a gyermeket. Rózát fiatalabb pályatársnői egyre jobban elhomályosították, ráadásul az egyik napról a másikra öregasszonnyá váló – 44 éves – nő féltékeny fúria lett. Kisróza váratlanul meghalt Grafenbergben.
A Honban 1863 februárjában megjelent Zichy Nándor-cikk miatt Jókai három havi börtönbüntetést kapott. A gróf később kárpótolta az újságot, így a politikai napilap léte nem forgott veszélyben. Jókainé sokat betegeskedett, Móric hűségesen ápolta Jolánkával és Váli Marival együtt. Rózácskát hatéves korától Jókai tanította írni és olvasni. A kislány gyönyörűen rajzolt, Móric tehetségesnek tartotta. Amikor Balatonfüreden jártak, Rózának megtetszett a nyaralóhely, így nemsokára telket vásároltak itt. Rózácska 9 évesen tudta meg véletlenül, hogy akiket az apukájának és az anyukájának gondolt – Jókai Mór és Laborfalvi Róza – valójában nem a szülei.
- VII.

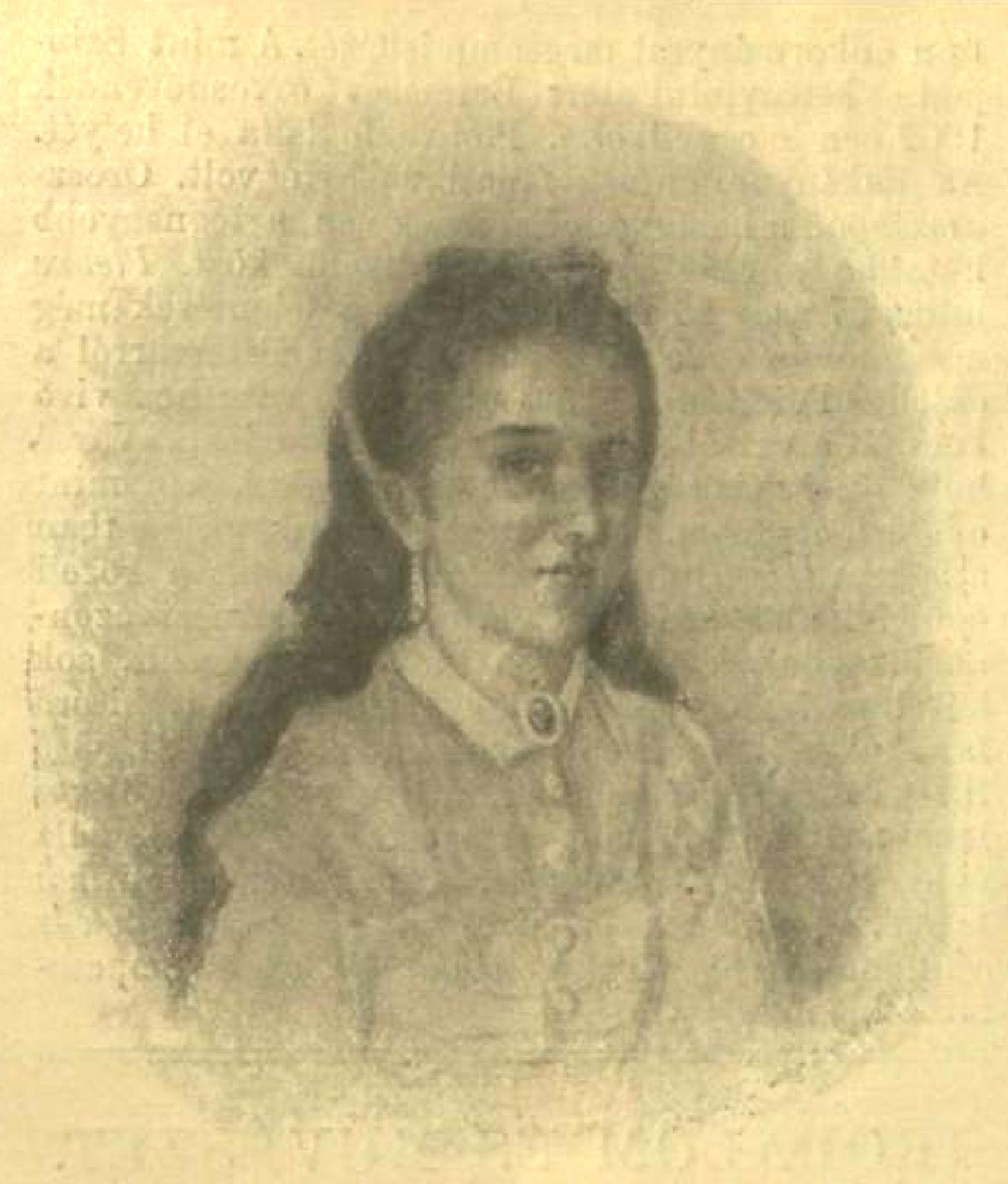
Jókai Mór rajza Jókai Rózáról (Vasárnapi Ujság 1904/31)

Jókaiék a Stáció utcában vettek egy 14 szobás házat, Móric a legkényelmetlenebb szobát kapta, Róza állatkáival, madaraival volt tele a lakás. Az író népszerűsége a tetőfokára hágott, naponta 6-8 órát töltött írással. Ekkoriban Terézváros országgyűlési képviselőjének választották. Laborfalvi Róza visszavonult a színpadtól. Jókai és gyámleánya, Lukanics Ottilia között szerelem szövődött. Az író a fiatalon, tüdőbetegségben elhunyt lányról mintázta Az arany ember Noémijét.
Jókait 1869-ben az a megtiszteltetés érte, hogy a Szerelem bolondjai című regényének egy példányát személyesen adhatta át Erzsébet királynénak. Liszt Ferenc is járt Jókaiéknál, a Holt költő szerelméhez komponált zenét. Róza egyre házsártosabb lett, fejfájásait burnóttal kezelte, gyorsan öregedett; 60 felé 70 évesnek nézett ki. Már sokkal kevesebben jártak hozzájuk. Jolánka férjhez ment Hegedűs Sándorhoz, kisfiuknak Jókai Mór lett a keresztapja. A gyermek a Lóránt nevet kapta, a Mire megvénülünk hőse után. Jókaiék 36 000 Ft-os adósságát Tisza Kálmán közvetítésével Ferenc József fizette ki. Az író 1876-ban az uralkodótól a Szent István-rend középkeresztjét és bárói címet kapott. Móricot 1878-ban Erdélyben választották képviselővé. Rózácskát – többek között – Székely Bertalan tanította festeni a „Mintarajziskolában”. A lány 1881-től Münchenben folytatta a tanulmányait, utazásai közben került közelebbi kapcsolatba Feszty Árpáddal.
1883-ban ünnepelték a Nemzeti Színházban Laborfalvi Róza színészi pályafutásának 50. évfordulóját. A Coriolanusban Volumniát alakította, 800 Ft-os nyugdíját 1600 Ft-ra emelték, elismerések özönét kapta (pl.: a Koronás Aranyérdemkeresztet elsőnek kapta meg a színésznők közül). Feszty Árpád Jászai Mari szeretője volt, de közben beleszeretett Rózácskába is. A Stáció utcai házat a főváros kisajátította, Jókaiék a Kerepesi (ma Rákóczi út) útra költöztek. Rudolf trónörökös Jókait bízta meg az Osztrák-Magyar Monarchia írásban és képekben című gyűjtemény magyar kiadásának szerkesztésével. Az 1885-ben induló munka 17 éven keresztül tartott. 1886-ban Jókai Mór örökbe fogadta Rózácskát, aki innentől kezdve a Jókai Róza nevet viselte. Laborfalvi Róza november 20-án rövid szenvedés után meghalt (25 évvel korábban Kisróza hunyt el ugyanazon a napon).
- VIII.

Jókay Károly kisebbik fia, Móric intézte a temetés körüli feladatokat. Róza Olaszországba utazott a „pápival”, aztán otthon korlátlan úrnője lett a háznak. A gyászév letelte után társaságba vitte a nevelőapját. Ők is fogadtak vendégeket, akik között gyakran feltűnt Feszty Árpád. Jászai Mari és Feszty szakítása napirenden volt. Egyik nap Jászai meglátogatta az éppen egyedül lévő 3. Rózát, és elhívta a saját lakására. Ott Mária bezárta az ajtót, és revolvert vett elő, majd könyörgött Rózának, hogy ne vegye el tőle Árpádot. A furcsa találkozásnak dörömbölés vetett véget, a festő érkezett Jászaihoz, és megmentette Rózát.
1888-ban csendes esküvőt tartottak, majd új házba, a Bajza utcába költöztek Jókaival. 1889-ben Rudolf trónörökös halála mélyen megrázta az öregurat. 1893-ban Jókai írói pályájának 50 éves jubileumát ünnepelték. A főváros díszpolgárának választotta, ezt a példát több város is követte. Révai Mór 100 kötetes díszkiadással és 100 000 Ft-os bankkivonattal örvendeztette meg az írófejedelmet. 1894. január 6-án a Vigadóban az ország főurainak jelenlétében nagyszabású ünnepséggel köszöntötték a romantikus regényírás atyját. Színházak díszelőadásokat mutattak be, az Operaház bált adott a tiszteletére.
- IX.

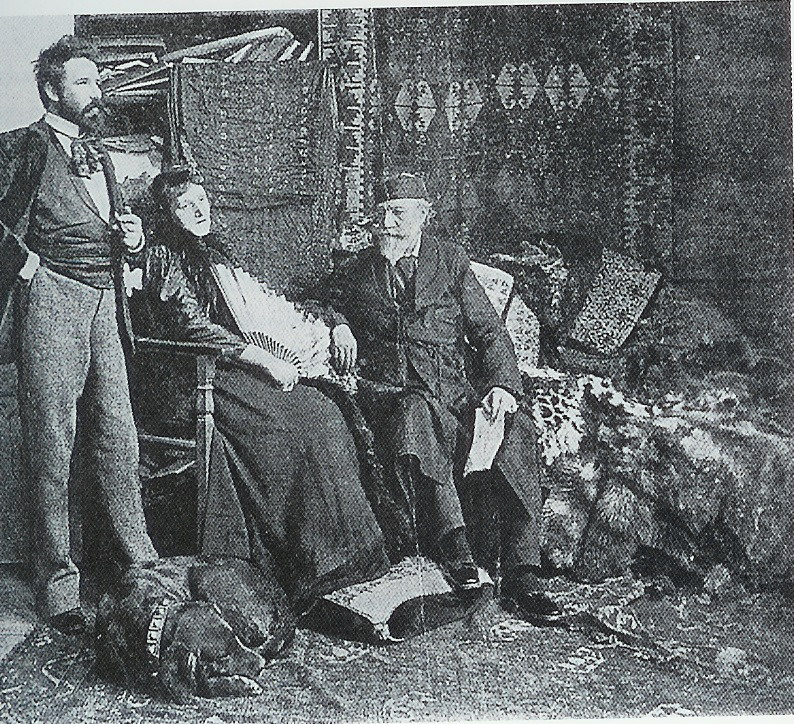
A martosi Feszty család

Feszty Árpád 1892 óta erején felül A magyarok bejövetele festményen dolgozott. 1894. március 20-án elhunyt Kossuth Lajos, temetésén a Nemzeti Múzeum előtt Jókai Mór is beszédet mondott. Róza gyermeket várt, az 1895-ben született kislányt Masikának nevezték el. A gyermek keresztapja az író, keresztanyja Váli Mari lett. A millennium ünneplésének közeledtével Rózácska is besegített a körkép festésébe. A monumentális alkotás kész lett, de Feszty megbetegedett, aludni sem tudott. Jókai Mór egyre többet tartózkodott a Svábhegyen lévő villájában, magányossá vált. 1897-ben mandátum nélkül maradt, megbukott a karcagi körzetben. A király a főrendi ház tagjává nevezte ki, kitüntetést is adott az írónak, de Jókait ezek nem tették boldoggá. Színdarabokat írt, a Szigetvári vértanúk és Az arany ember kivételével, kevés sikerrel. Több darabját csak kegyeletből adták elő. Egy ősmagyar színpadi költeményének – a Levente címűnek – furcsa sorsa lett. Felolvasásakor ovációval fogadták a hallgatók, de a színházi igazgatók egyre csak halogatták a bemutatását. Azzal indokolták a késlekedést, hogy nem találnak méltó főszereplőt a műhöz. Jókai is nekilátott megfelelő, fiatal színésznőt keresni, Grósz Bellára bukkant.
- X.

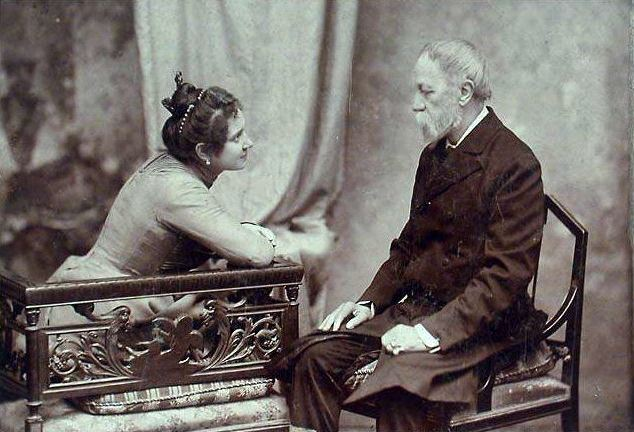
Jókai Mór és Nagy Bella 1900 körül (Erdélyi Mór fényképfelvétele)

Az írófejedelem szelleme – ha a teste megöregedett is – fiatal maradt. Fesztyéket egyre több barát és ismerős figyelmeztette, hogy akadályozzák meg a 74 éves író és a 20 éves színésznő házasságát. Névtelen, mocskolódó levelek is áradtak hozzájuk, így nem csoda, hogy Rózáékat feszültté tette a tervezett nász. Idegorvoshoz fordultak, aki megállapította, hogy Jókai aggkori elmebetegségben szenved, s korlátozott a cselekvőképessége. Móric összepakolta a holmiját két nagy ládába, majd megszökött a Svábhegyre, és a családtagok, barátok, kéretlen tanácsadók könyörgése ellenére összeházasodott Nagy (Grósz) Bellával. Az 1899. szeptember 7-én tartott polgári esküvő lázba hozta az országot. Sokak szerint ledőlt egy bálvány, és ezt nem tudták elviselni. Az 54 év korkülönbség miatt többen azt állították, hogy a színésznő nem szerelemből ment Jókaihoz, hanem megfontolásból. A pár nászútra Nápolyba utazott, majd hazatérve egy ideig a Hungária szállóban lakott. Az ifjú asszony hamarosan elhízott, lovaglással, futballozással akarta terebélyes alakját ledolgozni. Amikor az Erzsébet körút 44-ben béreltek lakást, akkor Bella két leánytestvére, két öccse és édesanyja is hozzájuk költözött. Nagy lábon éltek, francia kisasszonyt és nagy létszámú személyzetet alkalmaztak. A rokonok aggodalmai beigazolódtak.
Fesztyék Firenzébe utaztak előtte – hossza hezitálás után – a lakásukban befalaztatták azt az ajtót, mely az ő lakrészüket és Jókai Mór szobáit elválasztotta egymástól. Feszty Árpád Krisztus temetése című nagyszabású munkáján dolgozott. Róza beteg lett, Velencében kellett maradnia, Masát nevelőnőre bízták. Jókai Mór megharagudott rájuk (idegorvos, befalazott ajtó), még a leveleikre sem válaszolt.
1899-ben és 1900-ban – többen úgy vélték –, hogy meggyalázták Laborfalvi Róza sírját. A koszorúk szalagjaira ez a felirat került: „Jókainé – Laborfalvi Rózának”. A következő év november másodikán Jókai Róza, Prielle Kornélia és fogadott lánya háromfelé szakították az új koszorú hasonló feliratú szalagját. A kíváncsiskodó tömeg nem érte be ennyivel: tépték, taposták – a koszorút is.
Jókai Mór kiátkozta fogadott lányát, amiért azt a szalagot, amin az ő neve állott, a sárba taposta.
- XI.

Bella Pozsonyban akarta folytatni a színésznői pályafutását, de mivel tüntetés készült ellene, lemondott a tervéről. Párizsba utaztak a férjével, ahol az író tiszteletére díszlakomát rendeztek. 1902-ben Kolozsvárott Mátyás király szobrának leleplezésén vettek részt. Az író Nagyváradon Ady Endrével találkozott, igen hálás volt a szívélyes és megható fogadtatásért, aminek a megszervezésében Ady jelentős részt vállalt. Móric átölelte a fiatal poétát, és megcsókolta búcsúzáskor.
Amiket rólam írtál, a mélyen érző, igaz költő írása volt. Meg fogom őrizni írásodat s az emlékedet is halálomig.

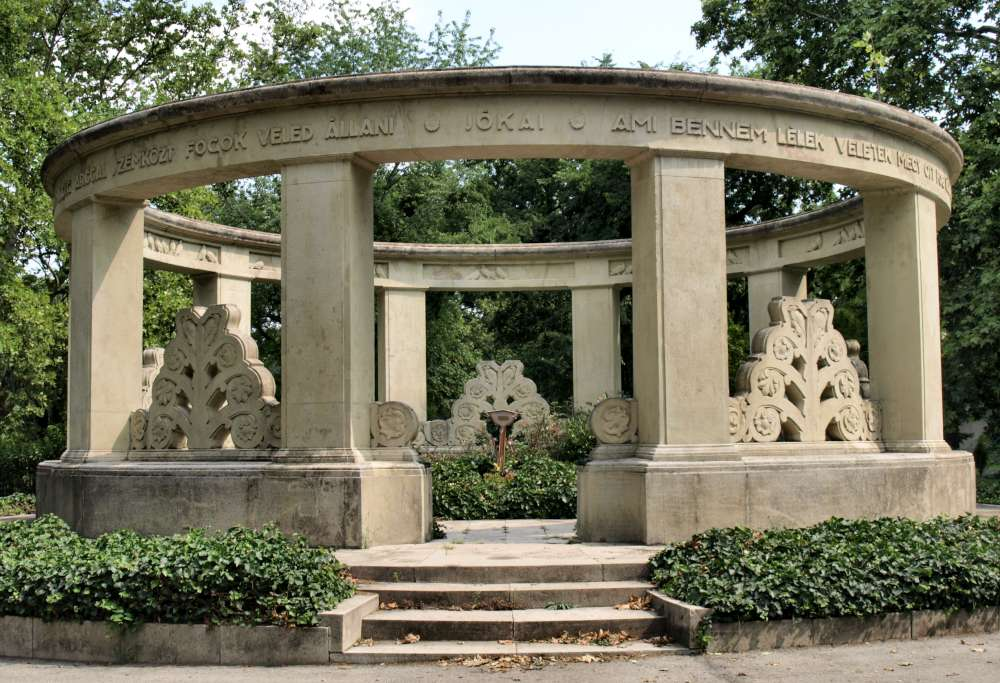
Jókai Mór síremléke Budapesten, a Fiumei úti sírkertben

 A Operaházban véletlenül összefutottak Fesztyékkel, Róza alig bírta ki, hogy ne szaladjon oda a „pápihoz”, és ne ugorjon a nyakába, bocsánatáért esedezve. 1903-ban 82 éves korában meghalt Jókay Károly, ez mély gyászba borította az idős írót. Bródy Sándor, Herczeg Ferenc, Mikszáth Kálmán korábban gyakran vendégei voltak a Jókai-háznak, de az új feleség megjelenése óta csak üdvözlő soraikkal keresték fel példaképüket. Inkább Fesztyéknél vendégeskedtek. Móricz Zsigmondot is kétségbeesésbe taszította Jókai házassága. A rokonok is elmaradoztak az új pártól. Életének utolsó éveiben Jókai sokat utazgatott feleségével és családjával. Abbáziától Siófokon át Nizzáig. 1903. november 21-től 1904 áprilisáig tartott az utolsó nagy kaland. Hazafelé a vasúti sztrájk miatt Fiumében vesztegeltek. Ebből az utazásból Jókai meghűléssel tért haza. Itthon Korányi professzor kezelte tüdőgyulladással. Május 3-án az író eszméletét vesztette, másnapra ugyan jobban lett, de 5-én örökre, csendesen elaludt. 1904. május 9-én temették a Nemzeti Múzeum előcsarnokából, az állam költségén, tizenkét szekér vitte a halottas kocsi után a koszorúkat.
Feszty Árpádra és családjára szomorú históriák vártak: többek között a Tulipán-mozgalom és a művészmajális kudarca. Az anyagi csőd miatt a Bajza utcai házat is el kellett adniuk, perbe keveredtek a Jókai-örökség miatt. De Róza – aki a Kárpáthy Zoltánon nőtt fel – nem akart pereskedést, ügyvédek útján egyezkedtek. A 3. Róza származásáról szóló levelek ellenében lemondtak az örökségről. Egy percenetet azért kaptak (8000 koronát jelentett), ezt Fesztyné a budapesti Petőfi-szobor felállításának javára adta.
|  | Itt a vége a cselekmény részletezésének! |

## Szereplők
- Laborfalvi Róza
- Kisróza, Laborfalvi lánya
- Jókai Róza, Laborfalvi unokája
- Jókai Mór
- Jókai Jolán (Jókay Károly lánya)
- Váli Mari[halott link] (Jókay Eszter lánya)
- Petőfi Sándor
- Feszty Árpád
- Feszty Masa
- Nagy Bella
- Szigligeti Ede
- Déryné Széppataki Róza
- Jászai Mari

## Érdekesség
A mű címe meglepő mértékű egyezést mutat egy Budapesthez viszonylag közel fekvő Fejér vármegyei település, Mány különálló településrésze, Háromrózsa nevével, ami felveti annak valószínűségét, hogy (legalább részben) a helynév is ihletője lehetett a végső címadásnak.

## További információ
- Részletek a műből Archiválva 2019. január 2-i dátummal a Wayback Machine-ben